# 米尔扎底·埃什基
米尔扎底·埃什基（波斯語：میرزاده عشقی，1893年12月11日—1924年7月3日），原名赛义德·穆罕默德-礼萨·库尔德斯塔尼（波斯語：سید محمدرضا کردستانی），伊朗近代诗人、剧作家。他在诗歌创作上冲击了波斯古典诗歌的格律拘束，而着重于情感表达抒发，这一创新为伊朗诗歌注入了现代派风格，并为尼玛·尤希吉的所继承，成为近代伊朗新诗的重要特征，即尼玛诗派。

## 生平
1893年，埃什基生于哈马丹的一个平民家庭，虽然他能够先后在两所欧式学校接受教育，包括互助组织犹太统一联盟开设的法语学校，并学会法语，但他最终仍未完成学业，可能是家庭经济紧张所致。尔后以求学德黑兰为名离开家乡，在伊斯法罕等各地徘徊。1915年他返回哈马丹，并尝试涉足报业。期间，他结识了诗人阿雷夫·加兹维尼等激进派民族主义人士。波斯战役爆发后，他与阿雷夫一行人经泰西封前往伊斯坦布尔。在伊斯坦布尔，他参加了一所大学的哲学社科课程，并创作了轻歌剧《国君的复生》（Rastakhiz Salatin Iran Opera）、随几名德军民兵，前往波斯庫爾德斯坦游历，但他却因经济紧张而往往需要在塔克西姆盖齐公园的长椅上露宿。自伊斯坦布尔回国后，他在哈马丹与家人共度了一段时光，之后开始在报纸上尖锐地批评伊朗国内的政治体系。1924年8月24日，他在德黑兰的住宅中，被闯入的两名身份不明的枪手杀害。

## 作品
与民族主义者的接触、对战争的耳闻目睹、可能受青年土耳其党人革命鼓舞的伊斯坦布尔之行，以及在塔克基思拉宫遗址的参观等因素的影响下，埃什基在他的《国君的复生》表露出了强烈的波斯民族情怀，这出剧目中，他以折衷主義融合西方歌剧与波斯传统戏剧与音乐，吸取西方歌剧在戏剧性上的优势、波斯戏剧在叙事上的特色，并融入了土耳其与高加索风格。剧中，琐罗亚斯德、居鲁士、大流士等一众波斯前伊斯兰时期的历史-神话人物的出场，在营造史诗氛围的同时以此戏剧化的手法表达了强烈的爱国主义感情。而作者本人也在剧中，作为一位旅行者，也是唯一被赋予现实人格的角色而出现。剧中利用了伊朗国歌的旋律，并在一个段落中出现了1908年在巴库首演、于澤爾·哈策貝育夫与杰亨·哈策贝育夫兄弟谱写的歌剧莱拉和玛吉努中的一段旋律，其在在海外的波斯侨民间大获成功，埃什基因此在德黑兰特别得到了一些人的迎接。此外，他还有浪漫主义诗歌如《玛莉亚姆的三幅肖像》（波斯語：سه تابلو مریم）等。